# La Loi de la CIA
Pour plus de détails, voir Fiche technique et Distribution.
La Loi de la CIA (Sono stato un agente C.I.A.) est un film d'espionnage italo-grec réalisé par Romolo Guerrieri en 1978.

## Synopsis
Un ex-agent de renseignements se retire sur une île grecque avec pour projet d’écrire un livre, qui retracerait sa carrière, au sein de la C.I.A. En parallèle, il mène une enquête sur l’assassinat de l’un de ses pairs, ce qui déclenche une vive polémique chez ses supérieurs. Craignant d’être compromise par ses révélations, l’Agence le prend pour cible...

## Fiche technique
Sauf indication contraire, les informations mentionnées dans cette section peuvent être confirmées par la base de données cinématographiques IMDb,  présente dans la section « Liens externes ».
- Titre original : Sono stato un agente C.I.A.
- Titre grec : Μυστική αποστολή στην Ελλάδα / Mystiki apostoli stin Ellada
- Titre français : La Loi de la CIA[1],[2]
- Réalisateur : Romolo Guerrieri
- Assistant au réalisateur : Renzo Spaziani
- Scénario : John Crowther, Nico Ducci, Romolo Guerrieri, Mino Roli et Vittorio Schiraldi
- Photographie : Erico Menczer
- Scénographie : Eugenio Liverani
- Montage : Antonio Siciliano
- Musique : Stelvio Cipriani
- Costumes : Massimo Bolongaro
- Effets spéciaux : Paolo Ricci
- Producteurs : Enzo Silvestri, Giuseppe Tortorella, Mihalis Lefakis
- Sociétés de production : Greka Film, Mires Cinematografica
- Pays de production :  Italie /  Grèce
- Langue de tournage : italien
- Format : Couleur - 1,85:1 - Son mono - 35 mm
- Genre : Poliziottesco, espionnage
- Durée : 95 minutes (1h35)
- Sortie :
  - Italie : 10 août 1978

## Distribution
- David Janssen : Lester Horton
- Arthur Kennedy : Maxwell
- Maurizio Merli : John Florio
- Corinne Cléry : Anne Florio
- Philippe Leroy : l'inspecteur Radi Stavropoulos
- Ivan Rassimov : Chiva, l'homme de Maxwell
- Carla Romanelli : Aliki
- Giacomo Rossi-Stuart : Grant
- Phedon Georgitsis : Yorgos Cristopoulos
- Thomas Felleghy : Dr Ioannidis

## Article annexe
- Jeux d'espions